# Анри Лоран
Анри Лоран (фр. Henri Laurent; Болје сир Лоар, 1. април 1881 — Ла Рошел, Француска, 14. фебруар 1954) је био француски мачевалац који се такмичио крајем 19. и почетком 20. века.
Учествовао је на Летњим олимпијским играма 1900. у Паризу. Такмичио се у мачевању у две дисциплине мач професионални тренери појединачно и мечу аматера и професиналаца (тренера). У појединачној конкуренцији освојио је бронзану медаљу, изгубивши у полуфиналу од свог земљака Емила Буњоа. У мечу аматери — професионалци учествовао је као професионалац и делио је 5 место са још двојицом професионалаца и једним аматером.